# Флёри, Андре-Эркюль-Александр де Россе
Андре-Эркюль-Александр де Россе (фр. André-Hercule-Alexandre de Rosset; 30 марта 1750, Париж — 20 августа 1782, Бенгальский залив), маркиз де Флёри — французский аристократ.

## Биография
Сын Андре-Эркюля де Россе, герцога де Флёри, и Анн-Мадлен-Франсуазы де Монсо.
Кампмейстер Королевского драгунского полка, которого, благодаря выгодному браку, ждало блестящее будущее, маркиз де Флёри был неисправимым кутилой и игроком, отличавшимся необыкновенным мотовством. В 1773 году он спустил 400 тысяч ливров, а в 1775-м уже 800 тысяч. Обратившись к средствам своих родителей и супруги, он истратил полученные деньги на содержание любовницы.
В 1778 году маркиза добилась постановления о разделении имущества, а недовольный отец потребовал, чтобы его наследник отправился служить куда-нибудь «за мысом Доброй Надежды», чтобы спастись от кредиторов и избежать длительного тюремного заключения.
Благодаря содействию своего дяди маршала Кастри маркиз в начале 1779 года отправился из Бреста к острову Иль-де-Франс на борту корабля La Sévère в качестве полковника свиты морской армии Сюфрена.
Умер от болезни 20 августа 1782 на борту транспорта Le comte de Maurepa в Бенгальском заливе на широте Пондишери в чине «генерал-майора армии Индий» (major général de l'armée des Indes).

## Семья
Жена (7.11.1768): Клодин-Анн-Рен де Монморанси-Лаваль (6.03.1750—21.07.1784), дочь графа Жозефа-Пьера де Лаваля, полковника Гиеньского пехотного полка, менина дофина, и Элизабет-Рене де Мопу, дама-компаньонка мадам Аделаиды
Дети:
- Андре-Эркюль-Мари-Луи (25.04.1770 — 13.03.1810), герцог де Флёри. Жена (1785): Анн-Франсуаза-Эме де Франкето де Куаньи (1769—1820), дочь графа Огюстена-Габриеля де Куаньи и Анн-Жозефы-Мишели де Руасси
- Мари-Максимильен-Эркюль (4.06.1771, Париж — 29 прериаля II года Республики / 17.06.1794, Париж), граф де Флёри. Гильотинирован террористами